# Mictochroa octosema
Mictochroa octosema är en fjärilsart som beskrevs av Paul Dognin 1914. Mictochroa octosema ingår i släktet Mictochroa och familjen nattflyn. Inga underarter finns listade i Catalogue of Life.